# 古地図江戸さんぽ
古地図江戸さんぽ （こちずえどさんぽ）は、2007年にオリジナルDVDシリーズとして制作された。現在、池波正太郎「鬼平犯科帳」を歩くと池波正太郎「剣客商売」を歩くの2つがある。

## 主要スタッフ
- プロデューサー：鈴木淳一
- 監督：齋藤拓
- 監修：鶴松房治
- ナレーター：佐久間なつみ
- 撮影：飛山拓也
- 協力：人文社、池波正太郎記念文庫

## 概要
- 古地図を元に、池波正太郎の代表作「鬼平犯科帳」「剣客商売」ゆかりの古跡を訪ねる。

- 「鬼平犯科帳」を歩く～　さんぽコース
  清水門外・四谷→音羽・雑司ヶ谷→芝・三田→本所深川→上野

- 「剣客商売」を歩く～　さんぽコース
 向島→大川（隅田川）→江戸城→深川→浅草

## DVD
- 2007年8月24日にデックスエンタテインメントより発売される。
 古地図江戸さんぽ 池波正太郎 「鬼平犯科帳」を歩く
 古地図江戸さんぽ 池波正太郎「剣客商売」を歩く